# Datentypist

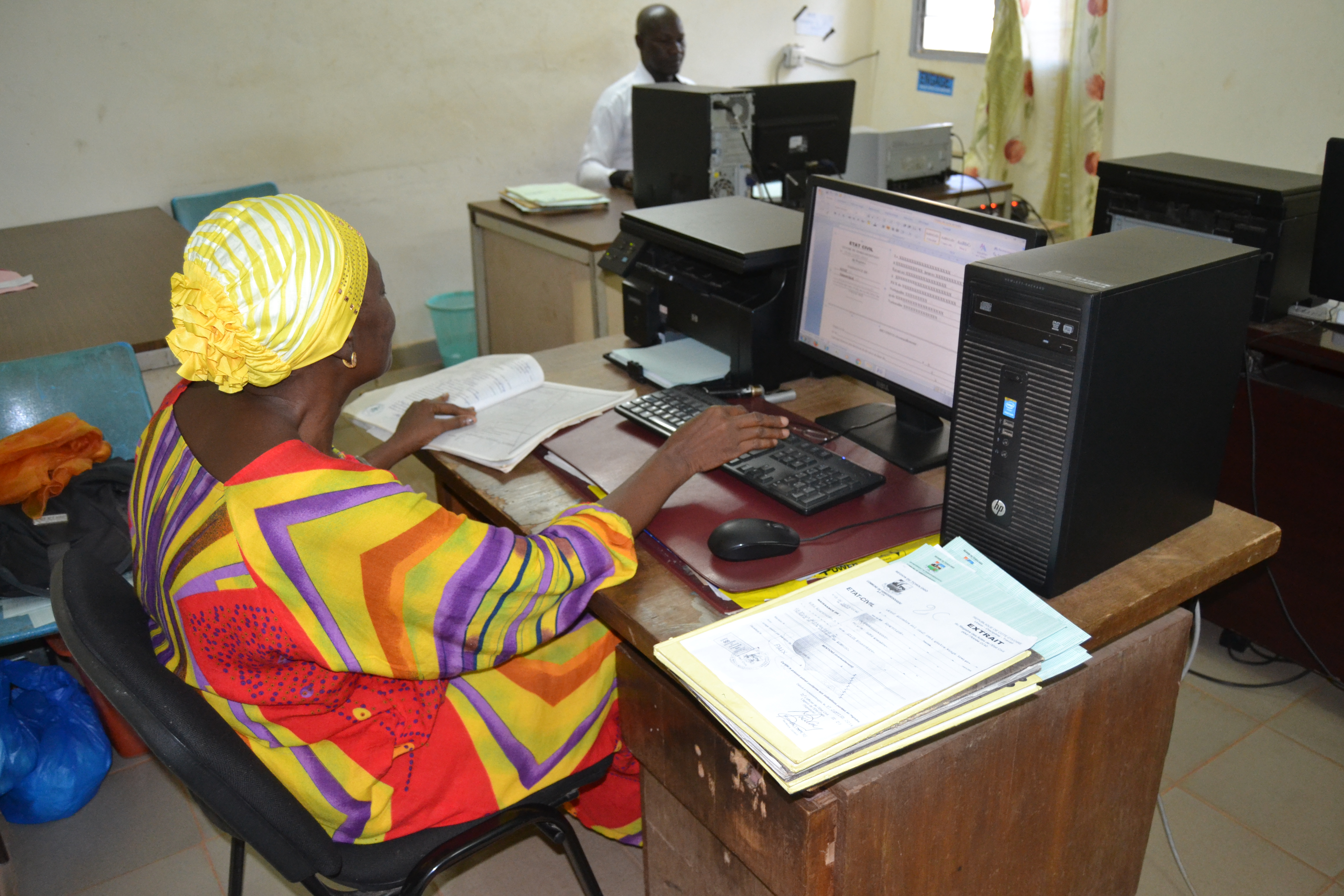
Datentypistin in Abidjan

Datentypist(-in), auch Datatypist(-in), ist eine Berufsbezeichnung. Datentypisten geben Daten von nicht direkt elektronisch verarbeitbaren Medien wie auf Papier gedruckten Belegen, ausgefüllten Formularen, gedruckten Listen und Tabellen sowie Diktate von Tonbändern oder seltener Anrufen in ein Datenendgerät ein und prüfen gegebenenfalls deren Validität und/oder Formatierung.
Der Dienstleistungsberuf kann nicht allgemein als Lehrberuf erlernt werden. Als Qualifikation zur Ausübung des Berufes sind eine grundsätzlich gute Schreibfertigkeit sowie der sichere Umgang mit Computern und ggfs. den allgemein gängigen Textverarbeitungs-, Tabellenkalkulations- und Datenbankprogrammen notwendig. Eine Ausbildung als Phono- oder Stenotypist oder eine andere schreibtechnische oder gar eine kaufmännische Ausbildung im Bereich Verwaltung kann hilfreich sein.
Abhängig von der Art der einzugebenden Daten werden unter Umständen zusätzliche, dem Zweck dienliche Qualifikationen verlangt, zum Beispiel ein kaufmännisches Grundverständnis oder Fremdsprachenkenntnisse.
Es gibt EDV-Dienstleister, welche sich auf diese Aufgaben spezialisiert haben.
Ähnliche Berufe sind Bürogehilfe (Bürohilfskraft) und Sekretärin.